# Ozyptila varica
Ozyptila varica là một loài nhện trong họ Thomisidae.
Loài này thuộc chi Ozyptila. Ozyptila varica được Eugène Simon miêu tả năm 1875.